# Hans Jakob Brauchli

Hans Brauchli (1972)

Hans Jakob Brauchli (* 23. Juni 1933; † 23. Juli 2021 in Zollikon; heimatberechtigt in Bern, Grossandelfingen und Wigoltingen) war ein Schweizer Physiker und Professor an der ETH Zürich.

## Leben
Hans Brauchli studierte und promovierte von 1953 bis 1968 mit Fokus auf dem Gebiet der Festkörperphysik an der ETH Zürich. Anschliessend wechselte er an die University of Alabama in Huntsville (Alabama), wo er als Assistenzprofessor für Mechanik tätig war. Mit der Wahl durch den Bundesrat zum Assistenzprofessor für Mechanik kehrte Hans Brauchli auf den 1. Oktober 1972 an die ETH Zürich zurück, wo er 1978 zum ausserordentlichen und 1991 zum ordentlichen Professor für das gleiche Lehrgebiet gewählt wurde. Nach einer langen Karriere, fast ausschliesslich im Dienste der ETH Zürich und ihrer Angehörigen, wurde Hans Brauchli im Oktober 2000 emeritiert. 

## Forschung
Während seiner ganzen Tätigkeit an der ETH Zürich befasste sich Hans Brauchli in der Lehre mit der Vermittlung der Grundlagen der Mechanik an Studierende der Elektrotechnik des ersten Studienjahres und lehrte entsprechende Vertiefungen in höheren Semestern im Bereich des Maschinenbaus. Dabei ist es ihm immer wieder mit Begeisterung gelungen, die enge Verbindung von Mathematik und Mechanik zu vermitteln. Auch in seiner Forschung war diese Verbindung von zentraler Bedeutung. Einerseits thematisierte er die möglichst elegante mathematische Formulierung der mechanischen Grundgleichungen, anderseits machte er sich international einen Namen mit der effizienten Lösung von mechanischen Problemen mittels Computer, vor allem von Vielkörper-, aber auch von chaotischen Systemen. Trotz seiner Nähe zu den Grundlagen hat er sich auch oft mit herausfordernden Anwendungen befasst, zum Beispiel in der Robotik.

## Publikationen (Auswahl)
- Hans Jakob Brauchli: Index, Divergenz und Stabilität in autonomen Systemen. Diss. Naturwiss. ETH Zürich, Nr. 4041, 1968, doi:10.3929/ethz-a-000086429.